# Єсеї
Єсе́ї, або есе́ни (грец. Εσσηνοι, Εσσαίοι, Οσσαιοι) — релігійна група у Юдеї в епоху Другого Храму (530 до н. е — 70 р.).
За різноманітними свідченнями античних авторів (Філон Александрійський, Йосип Флавій, Пліній Старший) утворювали окремі колонії, своєрідні релігійні братства, і додержувалися строгих правил аскетичного життя в закритій від загалу громаді.
Єсеї були одною з трьох давньоєврейських філософських шкіл, поряд з садукеями та фарисеями, що вийшли на перший план політичного життя в епоху Маккавеїв (з 167 р. до н. е.). На противагу до цих двох груп у Новому Завіті ніколи не згадується про есенів.

## Братство єсеїв
Єсеї були правдивим релігійним братством, що існувало вже у II ст. до н. е. у різних місцях Палестини. Свій центр мали есени в Ен-Ґадді, на західному березі Мертвого моря. Було їх близько 4000.
Головні правила братства, дуже подібного до деяких християнських чернечих чинів:
- Відбути один пробний рік у общині
- Через два наступних роки приєднання до товариства ставало остаточним через урочисту присягу. Всяка інша присяга була заборонена.
- Все матеріальне добро було спільне
- Всі працювали в основному як хлібороби
- Заборонена торгівля, виробництво зброї, рабство
- Єсеї не одружувалися
- Час був наповнений працею та молитвою
- Їжа приготовлялася священниками за особливими приписами
- Мовчанка була цілий день
- Строга пошана суботнього відпочинку
- Безмірна пошана до Мойсея і засудження на смерть усіх, хто хулив його ім'я
- Не всі приписи Мойсея виконувались — до храму в Єрусалимі відсилали різноманітні жертви, та не кровні.

Майже напевно що єсеї мали дуже малий вплив на юдаїзм, від якого були відлучені. Вони були як «загороджений сад», на який дивились тільки із зовні. Справами політичними есени не займались, а були слухняні тій владі, що існувала. Побідоносні римляни їх жорстоко мучили, але вони не відреклись од присяги їхньому братству (Йосип Флавій, Юд. війна, ІІ, 152–153).

## Есени і Кумранські сувої
Одна з найпопулярніших гіпотез свідчить, що саме кумранська громада єсеїв була власником Кумранських рукописів — великого числа манускриптів (близько 1000), виявлених у печерах Кумрана, що є найдревнішими відомими фрагментами П'ятикнижжя. Також ведеться дискусія з приводу сувою 7Q5, який є, можливо, найдавнішим з відомих уривків Євангелія від Марка. Відповідно до даної гіпотези, єсеї сховали сувої в довколишніх печерах під час єврейських повстань у 66 році н. е. незадовго до того, як вони були перебиті римськими солдатами.